# Utóhatás (film, 2017)
Az Utóhatás (eredeti címén: Aftermath vagy 478) 2017-ben bemutatott amerikai dráma-thriller Elliott Lester rendezésében. A forgatókönyvet Javier Gullón írta. A főszereplők Arnold Schwarzenegger, Scoot McNairy, Maggie Grace és Martin Donovan.
Az Amerikai Egyesült Államokban 2017. április 7-én mutatta be a Lionsgate Premiere, Magyarországon nyolc héttel később szinkronizálva, június 1-én.
A film általánosságban vegyes értékeléseket kapott a kritikusoktól. A Metacritic oldalán a film értékelése 44% a 100-ból, ami 13 véleményen alapul. A Rotten Tomatoeson az Utóhatás 38%-os minősítést kapott, 39 értékelés alapján.
A film forgatása 2015. december 14-én kezdődött Ohio, Colombusban. Költségvetése 10 500 000 dollár volt. Egy 2002-ben történt légi katasztrófa (július első napján a DHL és a Bashkirian Airlines járatai egymásnak ütköztek.) inspirálta a készítőket a mozi elkészítésére.

## Történet
Roman Melnik (Arnold Schwarzenegger) építőipari munkás (művezető!),  korán elhagyja a munkahelyét, hogy minél hamarabb üdvözölhesse családját, mert felesége, Nadiya és a közös várandós lányuk, Olen hazaérkezik New York városába az AX 112 légijárat fedélzetén. A repülőtéren Roman sajnos rossz híreket kap az AX 112-ről: a Kijevből hazafelé tartó felesége és lánya szörnyű repülőgép-szerencsétlenséget szenvedett. Ettől fogva Roman élete gyökerestül megváltozik. A lelkileg összeomlott, elkeseredett férfi a légiforgalmi irányítót (Scoot McNairy) hibáztatja a családja haláláért.
Munkáját feladja, a gyász tölti ki életét, és a légitársaság egyezségi ajánlatát sem fogadja el, befelé fordul gondjaival, amíg a szerencsétlenség történetét leíró újságírónőtől meg nem tudja, ki volt a szerencsétlenség napján a repülésirányító, akit ezután felkeres.
A repülésirányító az általa elkövetett 240 ember halálát érthetően nehezen dolgozza fel, az addig harmonikus családi élete zátonyra fut. A társaság ajánlatát elfogadva elköltözik, és állást vállal. Már-már kialakulni látszik a társaság által komolyan ki nem vizsgált hatalmas teher alól felszabadulni látszó repülésirányító élete, amikor Melnik rátalál a lakóhelyére. Egy rövid szóváltás után Melnik megöli a légiirányítót, majd tettéért börtönbe csukják.
A tragikus befejezés lelki terhét Melnik kiszabott büntetésének letöltése és szabadulása sem enyhíti, mivel felkeresi őt a repülésirányító azóta nagykorúvá vált fia, aki nem tudta a szeme előtt lejátszódott apja bestiális halálát elviselni, és igazságot szolgáltatna, amit mások nem tettek meg. A fegyvert azonban nem képes elsütni, összeomolva a földre kuporodik, majd kéri Melniket, hogy menjen el, aki lassan elsétál.

## Szereplők
| Szerep        | Színész               | Magyar hang        |
| ------------- | --------------------- | ------------------ |
| Roman Melnik  | Arnold Schwarzenegger | Gáti Oszkár        |
| Jacob Bonanos | Scoot McNairy         | Rajkai Zoltán      |
| Christina     | Maggie Grace          | Bogdányi Titanilla |
| Robert        | Martin Donovan        | Kőszegi Ákos       |
| Tessa         | Hannah Ware           | Erdős Borcsa       |
| James Gullick | Larry Sullivan        | Széles Tamás       |
| John Gullick  | Kevin Zegers          | Markovics Tamás    |
| Eve Sanders   | Mariana Klaveno       | Peller Mariann     |
| Matt          | Glenn Morshower       | Barbinek Péter     |